# 纳沃
纳沃（法語：Naves，法語發音：[nav]）是法国科雷兹省的一个市镇，属于蒂勒区。

## 地理
纳沃（45°18'47"N, 1°45'57"E）面积35.93 平方千米，位于法国新阿基坦大区科雷兹省，该省份为法国中南部省份，北起上维埃纳省和克勒兹省，西接多爾多涅省，南至洛特省，东临多姆山省和康塔爾省。
与纳沃接壤的市镇（或旧市镇、城区）包括：科雷兹河畔莱桑格勒、巴尔、沙梅拉、日梅勒莱卡斯卡德、圣克莱芒、圣梅克桑、塞亚克、蒂勒。

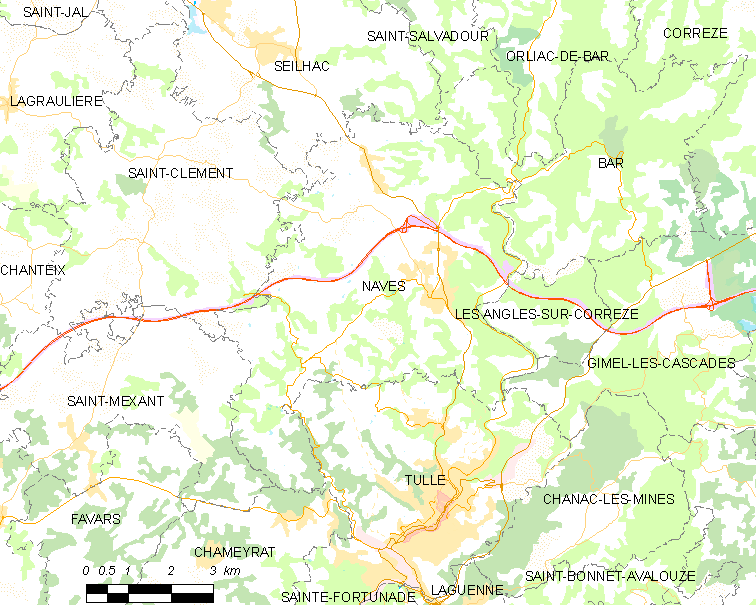
纳沃的OSM定位图

纳沃的时区为UTC+01:00、UTC+02:00（夏令时）。

## 行政
纳沃的邮政编码为19460，INSEE市镇编码为19146。

## 政治
纳沃所属的省级选区为纳沃县。

## 人口

1962-2008年间纳沃人口变化图示

纳沃于2022年1月1日时的人口数量为2318人。